# Volksbank Langendernbach
Die Volksbank Langendernbach eG ist eine Genossenschaftsbank mit Sitz im Ortsteil Langendernbach der hessischen Gemeinde Dornburg im Landkreis Limburg-Weilburg.

## Geschichte
Die heutige Volksbank Langendernbach eG wurde im Jahr 1872 gegründet und fusionierte zuletzt im Jahr 1974 mit der Raiffeisenkasse Thalheim eG mit dem Sitz in Thalheim. Zuvor fand im Jahr 1971 die Fusion der Volksbank Langendernbach eGmbH mit der Raiffeisenkasse Wilsenroth eGmbH mit Sitz in Wilsenroth und der Vereinsbank Frickhofen eGmbH mit Sitz in Frickhofen statt.

## Rechtsverhältnisse
Die Volksbank Langendernbach eG ist im Genossenschaftsregister beim Amtsgericht Limburg unter GnR 142 eingetragen.

## Organisationsstruktur
Rechtsgrundlagen sind das Genossenschaftsgesetz und die durch die Generalversammlung beschlossene Satzung. Organe der Bank sind der Vorstand, der Aufsichtsrat und die Generalversammlung.

## Sicherungseinrichtung
Die Volksbank Langendernbach eG ist der amtlich anerkannten Sicherungseinrichtung des Bundesverbandes der Deutschen Volksbanken und Raiffeisenbanken GmbH und der zusätzlichen freiwilligen Sicherungseinrichtung des Bundesverbandes der Deutschen Volksbanken und Raiffeisenbanken e.V. angeschlossen.

## Geschäftsausrichtung
Die Volksbank Langendernbach eG betreibt das Universalbankgeschäft. Im Verbundgeschäft arbeitet sie mit der DZ Bank, R+V Versicherung, Bausparkasse Schwäbisch Hall, Teambank, VR Leasing,  DZ Hyp und der Union Investment zusammen.

## Geschäftsgebiet
Das Geschäftsgebiet liegt im Nordwesten des Landkreises Limburg-Weilburg.
An diesen Orten betreibt die Bank Filialen:
- Langendernbach (Hauptstelle, jur. Sitz)
- Thalheim (Geschäftsstelle)
- Waldbrunn (Geschäftsstelle)